# Campylocera bokumaensis
Campylocera bokumaensis är en tvåvingeart som beskrevs av Vanschuytbroeck 1963. Campylocera bokumaensis ingår i släktet Campylocera och familjen Pyrgotidae.
Artens utbredningsområde är Kongo. Inga underarter finns listade i Catalogue of Life.